# Freddie Mwila
Freddie Mwila (Kasama, 6 luglio 1946) è un ex calciatore e allenatore di calcio zambiano.

## Biografia
Suo figlio Freddie Jr. seguì le orme paterne divenendo anch'egli calciatore.
Nell'ottobre 2003 rimane coinvolto in un incidente automobilistico nei pressi di Bethlehem, in Sudafrica, in cui morì l'allenatore Robert Banda. A causa dei problemi di salute susseguitesi per l'incidente occorsogli non riesce più a trovare ingaggio, trovandosi così in difficoltà economiche.

## Carriera

### Calciatore

#### Club
Inizia a giocare nel Rhokana United, con cui vince due Zambian Challenge Cup.
Nel 1967 si trasferisce negli Stati Uniti d'America per giocare negli Atlanta Chiefs.
Con gli Chiefs ottenne il quarto posto della Western Division della NPSL, non riuscendo così a qualificarsi per la finale della competizione, poi vinta dagli Oakland Clippers. Kapengwe con il suo club vince la North American Soccer League 1968 ed ottiene il secondo posto finale nella stagione seguente.
Nel 1969 si trasferisce in Inghilterra insieme al suo compagno di squadra e connazionale Emment Kapengwe per giocare nell'Aston Villa, allenato da Vic Crowe, anch'egli degli Chiefs. Con il Villa retrocederà in terza serie a seguito del ventunesimo e penultimo posto della Second Division 1969-1970.
Nel 1970 ritornò in patria per giocare nel Rhokana United per poi tornare l'anno seguente all'Atlanta Chiefs, con cui giunse alle finali della North American Soccer League 1971, perse contro i Dallas Tornado. Nelle finali del 1971, Mwila giocò per gli Chiefs tutte e tre le sfide contro i texani del Tornado.
Dopo altri due anni al Rhokana United, nel 1973 torna ad Atlanta per giocare nel club locale, ridenominato Atlanta Apollos. Con gli Apollos giunse al terzo ed ultimo posto della Southern Division della North American Soccer League 1973.
Ritornato in patria, gioca dapprima nel Ndola e poi nel Nkwazi.

#### Nazionale
Ha giocato nella nazionale di calcio dello Zambia e faceva parte della rosa che giunse nella finale, persa contro lo Zaire, nella Coppa delle nazioni africane 1974.

### Allenatore
Ha allenato agli inizi degli anni ottanta il Power Dynamos, portandolo a disputare la finale della Coppa delle Coppe d'Africa 1982, persa contro gli egiziani del Al-Mokawloon, competizione che poi vinse nove anni dopo, nel 1991, sconfiggendo in finale i nigeriani del BCC Lions.
Ha allenato in più occasioni le nazionali dello Zambia e del Botswana.
Mwila fu scelto per ricostruire la squadra zambiana dopo il disastro aereo del 27 aprile 1993 che causò la morte di diciotto giocatori della nazionale Chipolopolo e del commissario tecnico Godfrey Chitalu. Nel primo incontro disputato dieci settimane dopo la tragedia, la nazionale zambiana guidata da Mwila sconfisse a Lusaka il Marocco per 2-1.
Nel 2003 è direttore sportivo del club sudafricano del Bloemfontein Celtic.

## Palmarès

### Calciatore
- Zambian Challenge Cup: 2
- Rhokana United: 1964, 1966
- Campionato NASL: 1

Atlanta Chiefs: 1968

### Allenatore
- Coppa delle Coppe d'Africa: 1
- Power Dynamos: 1991